# 왕징둥역
왕징둥역(중국어: 望京东站)은 중국 베이징시 차오양구 둥후 가도 푸안루에 위치한다. 베이징 지하철 15호선의 지하철역으로 2016년 12월 31일에 개장되었다.

## 위치
왕징둥역은 차오양구 둥후 가도 내에 위치한다.

## 건설 정황
이 역은 계획이 한때 취소되었으나 2009년 8월에 건설이 재개되었다. 이 역이 위치한 노선은 2010년 12월 30일 개통되었지만, 왕징둥역은 출입구(D출구)만 건설되었고, 출입구는 주변 지하철과 함께 공사를 기다려야 했다. 하지만, 개통을 위해서는 최소 2개의 출입구가 필요했으므로 왕징둥역은 15호선과 동시에 개통되지 않고, 중간역으로 개통하게 된 것이다.

## 역 구조
왕징둥역은 1면 2선의 섬식 승강장 설계를 갖춘 지하역이다. 메인 컬러는 주홍색이다.

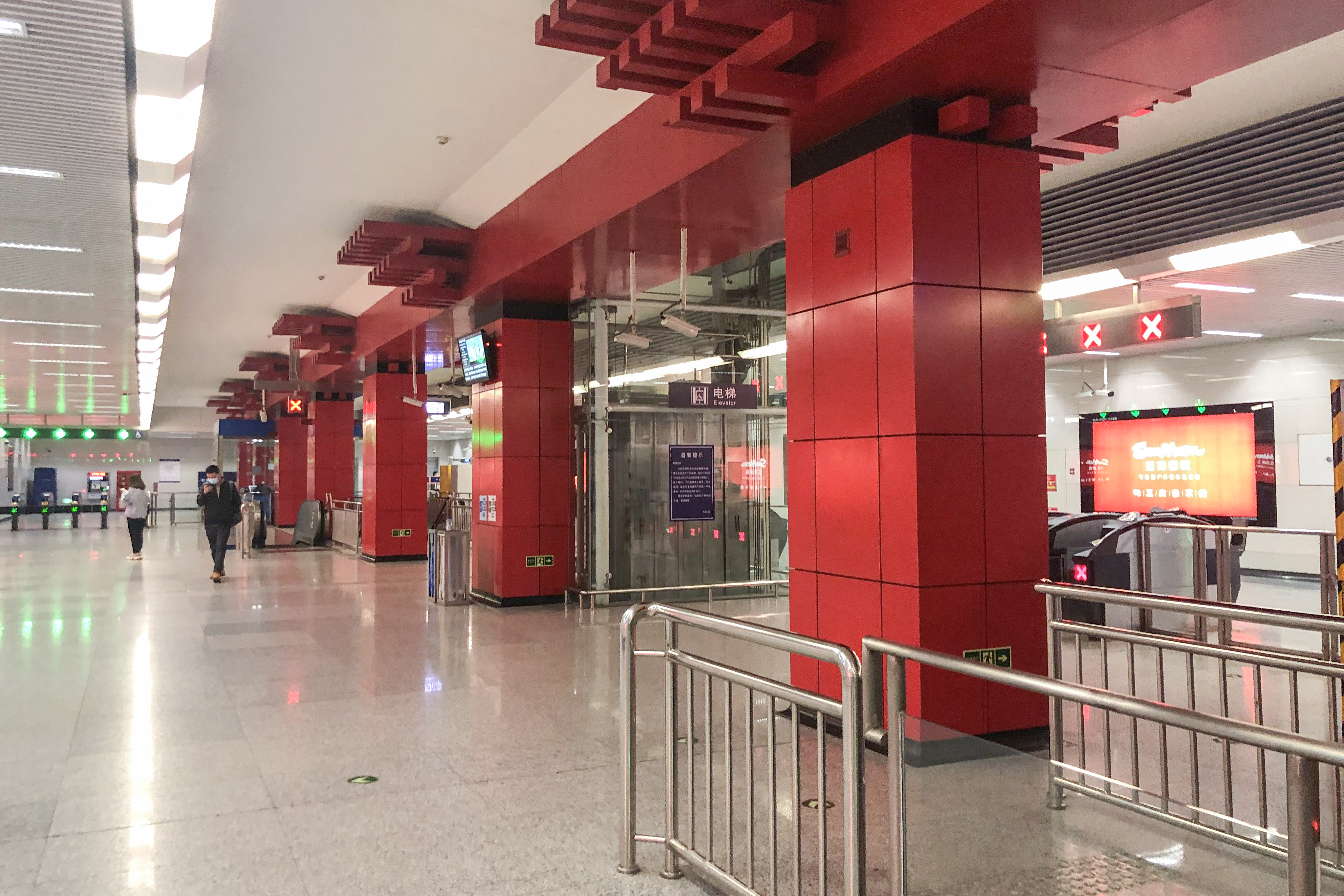
대합실(2021년 4월)

### 층별 구조
| 지면층          | 출입구                          | B－D출입구                          |
| 지하 1층 대합실 | 대합실                          | 고객센터, 자동발권기, 출입문        |
| 지하 2층 승강장 | ←                               | ■ 15호선 칭화둥루시커우 방면 (왕징) |
| 지하 2층 승강장 | 섬식 승강장, 왼쪽 출입문이 열림 |                                     |
| 지하 2층 승강장 | →                               | ■ 15호선 펑보 방면 (추이거좡)       |

## 출입구
왕징둥역에는 현재 B, C, D 3개의 출입구가 존재한다.
|                         |                     |                     |      |           |
| 출구                    | 지시                | 목적지              | 사진 | 편의 시설 |
| 出口 · B                | 치양루(启阳路)      | 치양루(启阳路)      | \|   |           |
| 出口 · C                | 치양루(启阳路)      | 치양루(启阳路)      |      | 빈칸      |
| 出口 · D                | 허윈 중루(河荫中路) | 허윈 중루(河荫中路) |      | 빈칸      |
| 아이콘 설명: 엘리베이터 |                     |                     |      |           |